# Tricholaema frontata
El barbudo del miombo (Tricholaema frontata) es una especie de ave piciforme  de la familia Lybiidae que vive en África.

## Distribución
Se encuentra en Angola, República Democrática del Congo, Malaui, Tanzania y Zambia.